# Nicola Canonico
Nicola Canonico (Avella, 11 marzo 1976) è un attore e produttore teatrale italiano.

## Biografia
Nacque ad Avella nel 1976. Abbandona il lavoro in banca per dedicarsi alla recitazione. Nel 2001 un'amica lo iscrive al concorso de Il più bello d'Italia, dove giunge secondo, vincendo il titolo di Modello più bello d'Italia. Tra il 2002 e il 2003 studia recitazione presso l'Accademia Maxima Film di Napoli, diretta da Antonio Ferrante e Marzio Honorato. Quindi si trasferisce a Roma dove, tra il 2004 e il 2005, frequenta i laboratori di recitazione presso il Duse di Francesca De Sapio.
Nel 2003 debutta in teatro, recitando nell'opera teatrale, Yerma di Federico García Lorca. Nel 2004 recita nell'opera teatrale, Incidente a Vichy di Arthur Miller, e ne La bottega dell'orefice di Karol Wojtyła, e sempre nello stesso anno, si laurea in Economia e Commercio. Nel 2006 esordisce nel cinema con un piccolo ruolo nel film, Il mio miglior nemico di Carlo Verdone, cui fa seguito Viva Franconi, per la regia di Luca Verdone, nel ruolo di Hanry. Nello stesso anno interpreta il ruolo di Igor nella terza stagione della serie televisiva Orgoglio, in onda su Rai Uno.
Nel 2007 partecipa come concorrente al reality show L'isola dei famosi, classificandosi al terzo posto, eliminato con il 57% dei voti. Nello stesso anno appare su Canale 5 nelle miniserie Donne sbagliate, regia di Monica Vullo, con Virna Lisi e Nancy Brilli, e nella seconda stagione de Il giudice Mastrangelo, con la regia di Enrico Oldoini, con Diego Abatantuono.
Sempre nello stesso anno è protagonista del medio-metraggio, Attimi di fuga, per la regia di Umberto Innocenzi, con Giancarlo Giannini. In precedenza aveva girato i cortometraggi: Vizietti (2005), diretto da Umberto Innocenzi, nel quale, come protagonista, ricopre il ruolo di Paolo, e Non possiamo farne un dramma (2006), regia di Andrea De Rosa e Gianni Catani. Inoltre torna nuovamente sul grande schermo con tre film: Maradona - La mano de Dios, regia di Marco Risi, Il Decamerone, regia di David Leland, e Milano Palermo - Il ritorno, regia di Claudio Fragasso.
Nel 2010 è tra i protagonisti del film Le ultime 56 ore, nuovamente diretto da Claudio Fragasso. Dal 2010 si alterna solo fra teatro e cinema: per il teatro, Non lo dico a nessuno, per la regia di Luca Monti (2010), Un uomo da record, autore e attore, per la regia di Luca Monti (2011) e Che faccia faccio?, autore e attore per la regia di Marco Falaguasta. Per il cinema recita nel film, L'Ultima Spiaggia di Gianluca Ansanelli (2011), Teresa Mancaniello - Sui passi dell'Amore di Pino Tordiglione (2011) e Il Tempo delle Mimose, come protagonista, per la regia di Marco Bracco (2012).
Nel 2012 partecipa a due stage di recitazione: presso il Laboratorio di Beatrice Bracco e nel Laboratorio di Anna Strasberg. Quasi subito ritorna sul set recitando nel film La Madre, per la regia di Angelo Maresca. Nel 2013 produce con la sua Good Mood lo spettacolo, Una volta nella vita, per la regia di Luigi Russo. Partecipa poi alla fiction di Rai Uno, Il Restauratore 2, con Lando Buzzanca. Nel 2014 di nuovo a teatro come produttore e attore con la commedia, Due Cuori e una caparra... finché mutuo non ci separi, per la regia di Valentina Fratini. Nel febbraio 2014 inaugura il Teatro Biancardi di Avella, in provincia di Avellino, dove ottiene l'incarico di Direttore Artistico. Nel 2014 continua la sua ascesa come produttore e attore ottenendo un grande successo con la commedia, Una bugia tira l'altra, diretta da Luigi Russo con Nathaly Caldonazzo, Annalisa Favetti e Gianni Ferreri. Nel 2015 porta in scena al Teatro della Cometa di Roma la commedia teatrale, Tre papà per un bebè, diretta da Roberto D'Alessandro con Mario Zamma, Giuseppe Cantore e Alessia Fabiani. Grazie ad una lunga tournée, le due commedie vantano più di 100 repliche ciascuna. Ritorna in TV, su Canale5, in diversi episodi della fiction Le Tre Rose di Eva 4. Tra il 2017 ed il 2018, per la prima volta come produttore, produce Mario Zamma nel film Sbussolati, diretto da Roberto D'Alessandro. Nel 2019 partirà con nuovo progetto teatrale, Call Center 3.0 preso il teatro dei Servi di Roma, una co-produzione con la Problem Solving.

## Carriera

### Teatro
- Yerma di Federico García Lorca, regia di A. Ferrante (2003)
- Incidente a Vichy di Arthur Miller, regia di A. Ferrante (2004)
- La bottega dell'orefice di Karol Wojtyła, regia di F. Albanese (2004)
- Un minuto di silenzio (2009-2010)
- Non lo dico a nessuno, regia di Luca Monti  (2010)
- Un Uomo da record, autore e attore, regia di Luca Monti (2010-2011)
- Che faccia ... faccio?, autore e attore, regia di Marco Falaguasta (2011-2012)
- Una Volta nella vita di Luigi Russo (2013)
- Due Cuori e una caparra ... finché mutuo non ci separi, regia di Valentina Fratini (2014)
- Una bugia tira l'altra, regia di Luigi Russo (2014-2015-2016-2017)
- 3 papà per un bebe', regia di Roberto D'Alessandro (2018)
- Sbussolati, regia di Roberto D'Alessandro (2018)
- Call center 3.0, regia di Roberto D'Alessandro (2019) – co-produzione

### Cinema
- Vizietti, regia di Bernardo Muti – cortometraggio (2005)
- Il mio miglior nemico, regia di Carlo Verdone (2006)
- Viva Franconi, regia di Luca Verdone (2006)
- Non possiamo farne un dramma, regia di Andrea De Rosa e Gianni Catani – cortometraggio (2006)
- Maradona, La mano de Dios, regia di Marco Risi (2007)
- Decameron Pie, regia di David Leland (2007)
- Milano Palermo - Il ritorno, regia di Claudio Fragasso (2007)
- Attimi di fuga, regia di Umberto Innocenzi – medio-metraggio (2007) - menzione speciale al Reggio Calabria FilmFest 2008
- Le ultime 56 ore, regia di Claudio Fragasso (2010)
- L'ultima spiaggia, regia di Gianluca Ansanelli (2011)
- Teresa Manganiello - Sui passi dell'amore, regia di Pino Tordiglione (2011) – dedicato a Teresa Manganiello
- Il Tempo delle Mimose, regia di Marco Bracco (2012)
- La madre, regia di Angelo Maresca (2014)

### Televisione
- Orgoglio – serie TV (2006)
- Donne sbagliate, regia di Monica Vullo – miniserie TV (2007)
- Il giudice Mastrangelo 2, regia di Enrico Oldoini – miniserie TV (2007)
- L'isola dei famosi, conduttore Simona Ventura – reality show (2007) - concorrente
- Il restauratore 2 – serie TV (2014)
- Le tre rose di Eva 4 – serie TV (2018)